# Момордика бальзамическая
Момо́рдика бальзами́ческая (лат. Momórdica balsamína) — быстрорастущая однолетняя травянистая лиана, вид рода Момордика семейства Тыквенные, происходящая из тропической Африки, интродуцированная и агрессивно распространившаяся в Азии, Австралии и Центральной Америке.

## Ботаническое описание
Момордика бальзамическая — лиана длиной до 5 м с глянцевыми, зазубренными по краям листьями длиной до 12 см.
Цветки палевые, глубоко испещрённые прожилками.
Плоды круглые, ярко-оранжевого цвета, с бородавчатой поверхностью, при полном созревании взрываются, выбрасывая многочисленные семена, покрытые блестящей алой, чрезвычайно липкой слизью.